# Lucky, el Patito con Suerte
Lucky, el Patito con Suerte (título original en inglés: Lucky Duck) es un especial infantil original de Disney Junior, que se estrenó el 20 de junio de 2014. Fue creado por Disney Junior por Nelvana de Corus Entertainment.

## Argumento
Lucky, el patito con suerte es una encantadora aventura musical animada que sigue las peripecias de un valiente patito de goma llamado Lucky quien ser descartado en el control de calidad por tener un silbato defectuoso, termina accidentalmente dentro de un contenedor de juguetes aprobados en un buque de carga.
Durante el trayecto, cae por la borda y se embarca en un viaje lleno de desafíos para encontrar el hogar perfecto. En su camino, Lucky se une a otros juguetes de bañera inadaptados, como la atrevida hipopótamo Flo y la aprensiva tortuga Snap. Juntos, enfrentarán numerosos peligros y aventuras en busca de un destino donde por fin puedan pertenecer.

## Reparto
- Cristian Borle como Lucky.
- Tom Cavanagh como Snap.
- Megan Hilty como Flo.
- Milton Barnes como Shark.
- Gage Munroe como Danny.
- Dan Chameroy como el capitán Chase.
- Linda Ballantyne como reportero de las noticias.
- Rob Tinkler como Wingo.
- Richard Binsley como Bob burbujeante.
- Joe Motiki y Denise Oliver como la voz de los delfines.

## Doblaje
El doblaje para Latinoamérica estuvo a cargo del estudio Media Pro Com en Argentina, bajo la dirección de Luis Otero.